# Michael Herbst

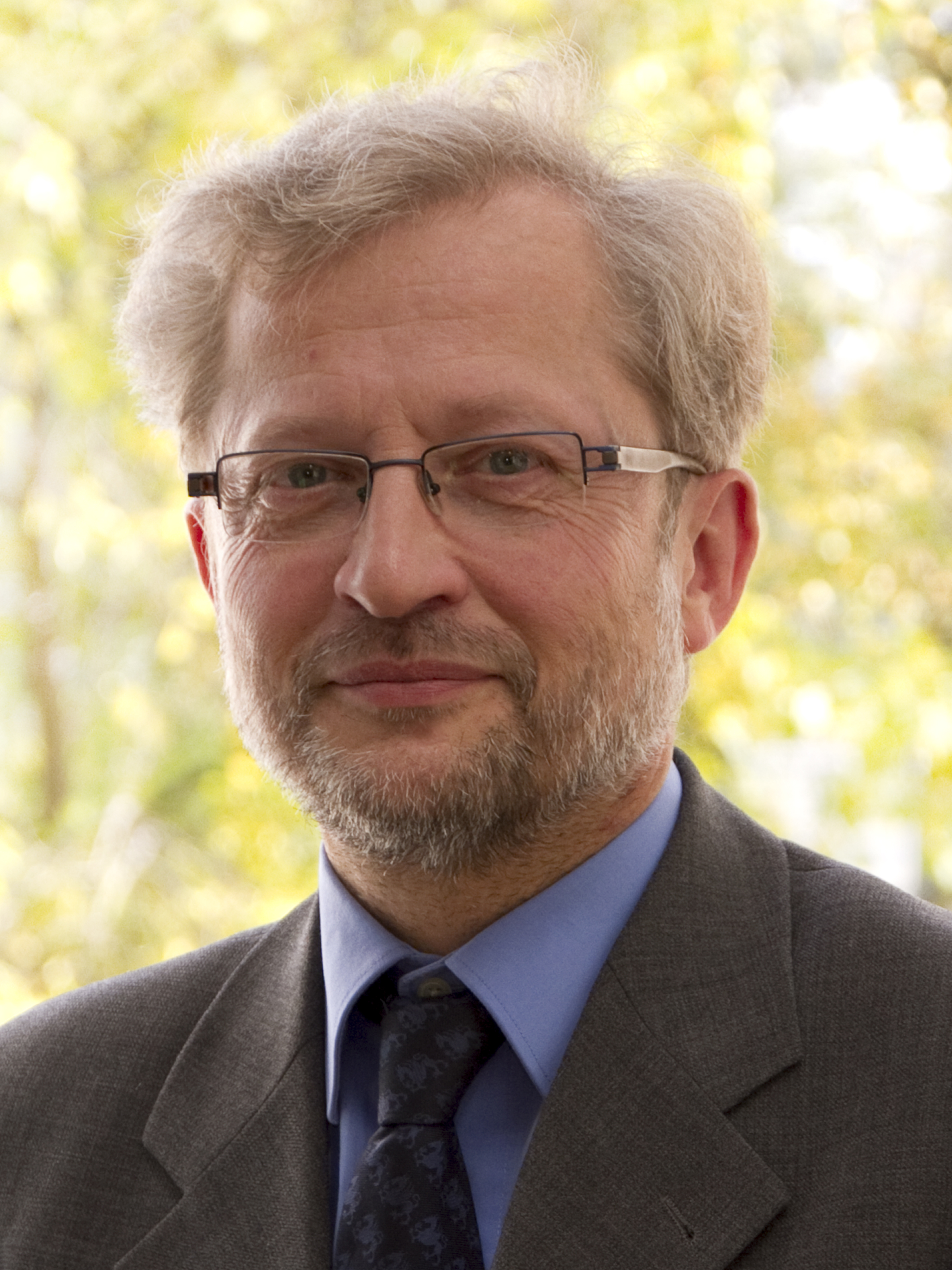
Michael Herbst

Michael Herbst (* 2. April 1955 in Bielefeld) ist ein deutscher evangelischer Theologe und emeritierter Professor für Praktische Theologie.

## Leben
Herbst studierte nach dem Abitur 1975 Evangelische Theologie an der Kirchlichen Hochschule Bethel, der Georg-August-Universität Göttingen und der Friedrich-Alexander-Universität Erlangen-Nürnberg. Nach erfolgreichem Abschluss seines Studiums war er von 1981 bis 1984 bei Manfred Seitz Wissenschaftlicher Mitarbeiter am Institut für Praktische Theologie der Friedrich-Alexander-Universität Erlangen-Nürnberg, wo er 1986 über Missionarischer Gemeindeaufbau in der Volkskirche promovierte. Von 1984 bis 1992 war Herbst Vikar und schließlich Pfarrer der Evangelischen Matthäusgemeinde im westfälischen Münster, von 1992 bis 1996 Krankenhausseelsorger im Kinderzentrum Gilead der Von Bodelschwinghsche Stiftungen Bethel. Von 1996 bis 2021 war Herbst Ordinarius für Praktische Theologie an der Universität Greifswald.
2004 gründete er gemeinsam mit Jörg Ohlemacher das Institut zur Erforschung von Evangelisation und Gemeindeentwicklung (IEEG) in Greifswald und wurde nach Ohlemachers Emeritierung alleiniger Direktor des Institutes. Auch nach seiner Verabschiedung in den Ruhestand im Juli 2021 führte er das Institut bis September 2022 weiter. Herbst ist außerdem Mitglied des Kuratoriums des Theologischen Studienhauses Greifswald sowie von ProChrist. von April 2009 bis 2013 war Herbst Prorektor der Universität Greifswald und zuständig für den Bereich Studium. Er ist Universitätsprediger und Behindertenbeauftragter der Universität.
Herbst publizierte überwiegend zu Fragen des Gemeindeaufbaus, der Homiletik und der medizinischen Ethik. Er ist Mitherausgeber der Fachzeitschrift Theologische Beiträge und Mitherausgeber von „Kerygma und Dogma“ und „Brennpunkt Gemeinde“. Er ist Mitglied im Theologischen Ausschuss der VELKD und der AMD, Mitglied im International Research Consortium for Congregational Studies and Social Sciences und in der Akademie für Ethik in der Medizin. Von 2006 bis 2020 war er Referent bei acht großen Kongressen der Willow-Creek-Bewegung.

## Privates
Michael Herbst ist verheiratet, hat vier Kinder und lebt mit seiner Frau in Viereth-Trunstadt.

## Ehrungen
- 2013: Sexauer Gemeindepreis[6]
- 2017: Lehrpreis der Universität Greifswald in der Kategorie „Integrierte Lehre“[7]

## Veröffentlichungen

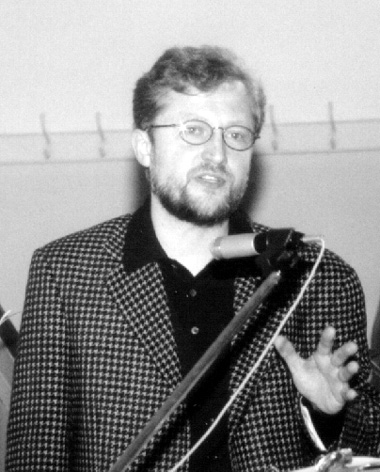
Michael Herbst bei einem Referat 1998

- Missionarischer Gemeindeaufbau in der Volkskirche (zugl. Dissertation, Universität Erlangen-Nürnberg, 1985), 1993, ISBN 3-7668-0831-1.
- Spirituelles Gemeindemanagement – Chancen, Strategien, Beispiele, 2001, ISBN 3-525-62369-0.
- … wir predigen nicht uns selbst. Ein Arbeitsbuch für Predigt und Gottesdienst, 2001, ISBN 3-7615-5187-8.
- Reden vom heruntergekommenen Gott, 2001, ISBN 3-7615-3703-4.
- Der Mensch und sein Tod: Grundsätze der ärztlichen Sterbebegleitung, 2001, ISBN 3-631-38218-9.
- Auf dem Weg zum Glauben: Kursbuch 1, Basiskurs, 2002, ISBN 3-7615-5248-3.
- Gott kennen. Kursbuch 2, 2003, ISBN 3-7615-5286-6.
- Im Glauben wachsen. Kursbuch 3, 2003,
- Spirituelle Aufbrüche: Perspektiven evangelischer Glaubenspraxis, 2003, ISBN 3-525-60408-4.
- Als Christ leben: Kursbuch 4, 2004, ISBN 3-7615-5293-9.
- Tabuthema Tod?. Vom Sterben in Würde: idea-Dokumentation 9/2004, 2004, ISBN 3-938116-01-3.
- Missionarische Perspektiven für die Kirche der Zukunft Beiträge zur Evangelisation und Gemeindeentwicklung Bd. 1, 2005, ISBN 3-7887-2129-4.
- Dein Reich komme. Kursbuch 5 Die Seligpreisungen und das Reich Gottes, 2005, ISBN 3-7615-5294-7.
- Der Mensch und sein Tod. Das Greifswalder Gutachten zur Sterbebegleitung und Sterbehilfe, 2006, ISBN 3-7887-2132-4.
- Auf dem Weg zum Glauben: Handbuch, 2006, ISBN 3-7615-5247-5.
- Zell-Gruppen: Bausteine für eine lebendige Gemeinde BEG-Praxis, 2006, ISBN 3-7615-5398-6.
- Emmaus-Handbuch, 2006, ISBN 3-7615-5458-3.
- Deine Gemeinde komme. Wachstum nach Gottes Verheißungen, 2007, ISBN 978-3-7751-4723-1.
- Harte Fragen. Greifbare Antworten auf Glaubensfragen (als Hrsg.), Gerth Medien, Asslar 2007 (enthält 10 evangelistische Predigten von Herbst), ISBN 978-3-86591-193-3.
- beziehungsweise. Grundlagen und Praxisfelder evangelischer Seelsorge, 2012 (²2013), ISBN 978-3-7887-2588-4.
- Kirche mit Mission. Beiträge zu Fragen des Gemeindeaufbaus (BEG 20), Neukirchen-Vluyn 2013, ISBN 978-3-7887-2742-0.
- Aufbruch im Umbruch. Unternehmungen für eine vitale und wachsende Kirche, Göttingen 2018, ISBN 978-3-7887-3213-4.
- Lebendig! Vom Geheimnis mündigen Christseins, SCM Hänssler, Holzgerlingen 2018, ISBN 978-3-7751-5850-3.

als Mitautor
- mit Peter Böhlemann: Geistlich leiten – ein Handbuch, 2011, ISBN 978-3-525-57014-2.
- mit Birgit Winterhoff: Von Lausanne nach Kapstadt. Der dritte Kongress für Weltevangelisation, 2011, ISBN 978-3-7615-5880-5.
- mit Frieder Dünkel und Thomas Schlegel als Hrsg.: Think Rural! Dynamiken des Wandels in peripheren ländlichen Räumen und ihre Implikationen für die Daseinsvorsorge. Springer VS 2014, ISBN 978-3-658-03930-1.
- mit Patrick Todjeras: Verwurzelt! Gemeinsam Jesus und dem Leben auf der Spur, SCM Hänssler, Holzgerlingen 2020, ISBN 978-3-7751-6042-1.
- mit Thomas Härry (Hrsg.): Von der dunklen Seite der Macht. Was Führung gefährdet und was sie schützt, Gerth Medien, Aßlar 2022, ISBN 978-3-95734-831-9.
- mit Andreas C. Jansson, David Reißmann, Patrick Todjera: Evangelisation. Theologische Grundlagen, Zugänge und Perspektiven (= Mission und Kontext, Bd. 3). Evangelische Verlagsanstalt, Leipzig 2024, ISBN 978-3-374-07514-0.